# Velika loža Francuske
Velika loža Francuske (fra. Grande Loge de France), skraćeno GLdF, je tradicionalna i druga najbrojnija slobodnozidarska velika loža u Francuskoj. Zauzima jedinstven status u francuskom slobodnom zidarstvu jer priznaje i povezana je s velikim ložama kontinentalnog slobodnog zidarstva iako još uvijek sebe smatra odvojenim od njih. Okuplja više od 33.000 članova u preko 930 loža.
Uspostavljena je 1894. godine kada je postala neovisna o Vrhovnom vijeću Francuske. Isti naziv nadležnosti nosila su sukcesivno dvije različite organizacije. Prva Velika loža od 1738. do 1773. godina koja je postala Veliki orijent Francuske te od 1894. godine upostavljanjem ove velike lože. Lože Velike lože Francuske rade gotovo isključivo u Drevnom i prihvaćenom škotskom obredu koji je njihov glavni obred. Održava povelje o prijateljstvu ili priznanju s većinom francuskih nadležnosti. Suosnivačica je Konfederacije ujedinjenih velikih loža Europe (GLUDE).
Prožeta usmenom kulturom, Velika loža Francuske je ipak pravna osoba uređena francuskim Zakonom o udrugama iz 1901. godina i pisanim pravilima temeljenim na općem pravu glasa, demokratskom načelu koje se primjenjuje na sve njegove strukture. Krilatica Sloboda, jednakost, bratstvo, koja je usvojena 1848. godine, prati stranice povijesti Velike lože i dobrovoljno se stapa s krilaticom Francuske Republike.

## Povijest
Velika loža je osnovana 1894. godine poslije rascjepa u Velikom orijentu Francuske. 
Ove velika loža je 18. lipnja 2000. godine u Parizu s Velikom tradicionalnom i simboličkom ložom "Opera" i tadašnjom Velikom nacionalnom ložom Jugoslavije (danas Velika nacionalna loža Srbije) osnovala Konfederaciju ujedinjenih velikih loža Europe (GLUDE).
Francuski predsjednik Emmanuel Macron obratio se članovima ove velike lože u svibnju 2025. godine.

## Ustroj
Sjedište Velike lože Francuske je u Parizu.

### Lože
Velika loža Francuske ima preko 935 loža kako u Francuskoj tako i u 19 drugih država. 
Lože se također nalaze i u francuskim prekomorskim zajednicama: Nova Kaledonija i Francuska Polinezija u Oceaniji, Gvadalupa, Zajednica Sveti Martin i Martinik na Karibima, te Gijana kao i Mayotte i Réunion.
Orijenti Velike lože nalaze se i u sljedećim gradovima izvan Francuske:
- Tirana
- Beč, Linz, Mödling
- Tournai, Quiévrain
- Santo Domingo
- Montreal
- Phnom Penh
- San José
- Goma, Kinshasa
- Brazzaville, Dolisie, Pointe-Noire, Lisala
- Vilnius
- Luxembourg
- Antananarivo
- Port Louis
- Varšava
- Moskva
- New York City, Miami
- Dakar
- Barcelona
- Bangkok, Phuket
- London
- Ho Ši Min

### Uprava
Velikom ložom Francuske upravlja veliki majstor (Grand Maitre) koja se bira na trogodišnje razdoblje. Među dosadašnjim velikim majstorima su:
- Gustave Mesureur (1903. – 1910.; 1911. – 1913.; 1924. – 1925.)
- Paul Peigné (1910. – 1911.; 1913. – 1918.)
- Maurice Monier (1922. – 1924.; 1925. – 1928.; 1930. – 1931.)
- Louis Doignon (1933. – 1934.; 1935. – 1938.; 1952. – 1955.; 1961. – 1963.)
- Richard Dupuy (1956. – 1957.; 1958. – 1961.; 1963. – 1965.; 1966. – 1969.; 1971. – 1973.; 1975. – 1977.)
- Pierre Simon (1969. – 1971.; 1973. – 1975.)
- Michel Barat (1990. – 1993.; 2001. – 2003.)
- Jean-Claude Bousquet (1995. – 1996.; 1998. – 2001.)
- Jean-Raphaël Notton (od 2025.)

### Međunarodna suradnja
Velika loža Francuske je članica nekoliko međunarodnih saveza:
- Međunarodna masonska asocijacija (1921. – 1950.)
- ICUGL (2000.; suosnivač)
- Alijansa masona Europe (2012.)
- Udruga za slobodnozidarsku arhitekturu i baštinu, AAPM

### Obred
Primarni obred Velike lože Francuske je Drevni i prihvaćeni škotski obred. Velika loža upravlja simboličkim stupnjevima plave lože (učenik, pomoćnik i majstor) i delegira upravljanje visokim stupnjevima na dodatna tijela i redove.

## Pridružena tijela i redovi
Upravljanje visokim stupnjevima Velika loža Francuske provodi kroz pridružena tijela i redove od kojih svaki predstavlja jedan obred a na temelju potpisanih konkordata.
- Vrhovni savjet Francuske (fran. Suprême Conseil de France) – nadležno za rad Drevnog i prihvaćenog škotskog obreda.[12][13]
- Vrhovni veliki kaptol Svetog kraljevskog luka Jeruzalema za Francusku (Suprême Grand Chapitre de la Sainte Arche Royale de Jérusalem pour la France) – nadležan za rad Svetog kraljevskog luka.[14]

### Sveti kraljevski luk
Vrhovni veliki kaptol za Francusku dijeli svoju nadležnost za više velikih loža, uključujući Veliku ložu francuskog masonskog saveza i Veliku tradicionalnu i simboličku ložu "Opera".

## Vanjske poveznice
- Službena stranica
- Vrhovni savjet Francuske